# کارمو (ریودوژانیرو)
کارمو (به پرتغالی: Carmo) یک منطقهٔ مسکونی در برزیل است که در ریو دو ژانیرو واقع شده‌است. کارمو ۳۲۱٫۱۸۷ کیلومتر مربع مساحت و ۱۹٬۰۳۰ نفر جمعیت دارد و ۳۴۷ متر بالاتر از سطح دریا واقع شده‌است.